# Zwitserse Hoogvlakte

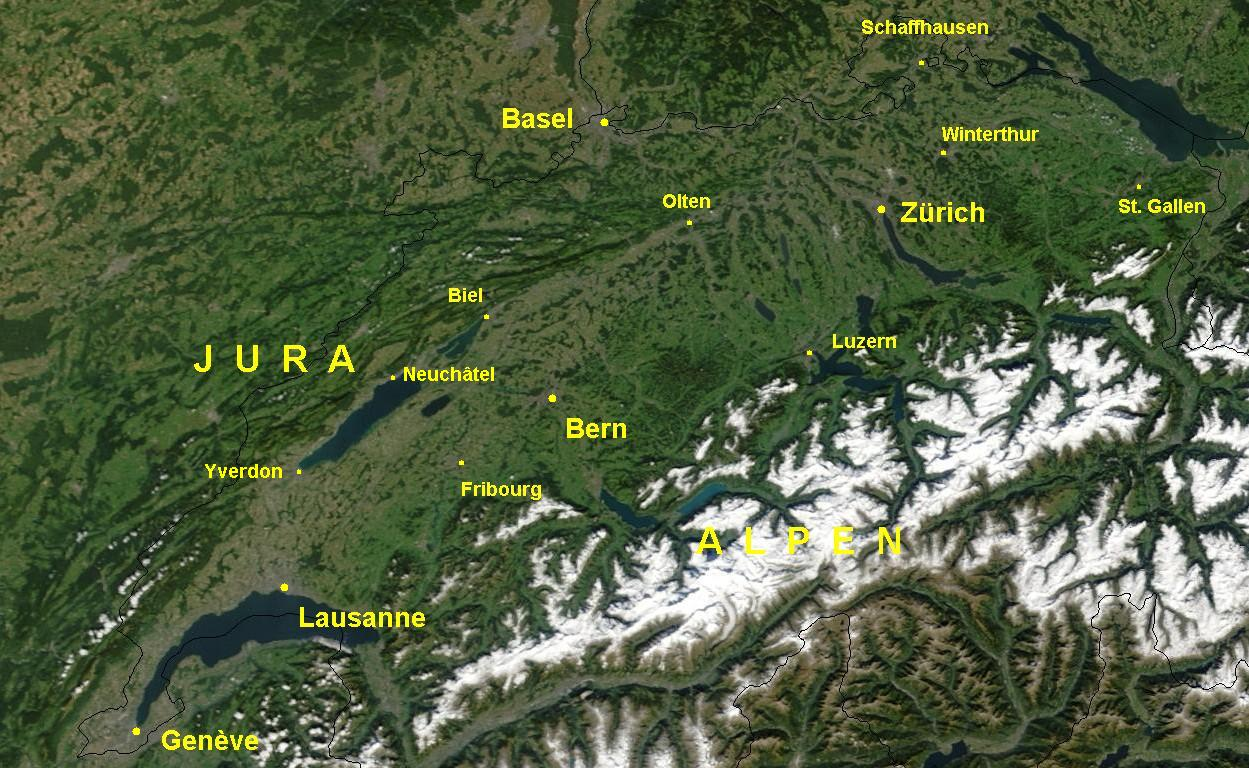
Satellietfoto van de Zwitserse Hoogvlakte, gelegen tussen de Jura en de Alpen.

De Zwitserse Hoogvlakte of Zwitsers plateau of Centraal plateau (Frans: plateau suisse, Duits: Schweizer Mittelland, Italiaans: altipiano svizzero) is een van de drie primaire landschappen van Zwitserland, samen met de Zwitserse Alpen en de Jura.

## Geografie

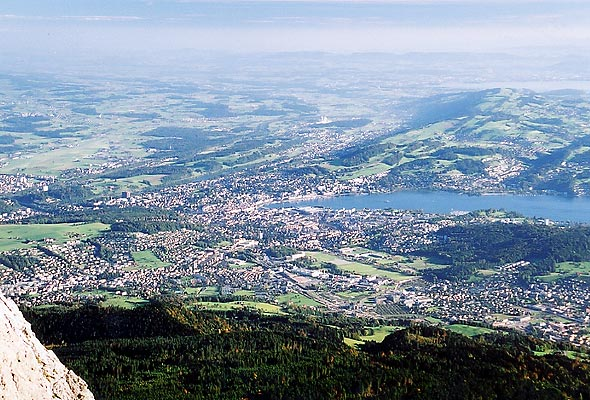
Uitzicht vanaf de Pilatus op de Zwitserse Hoogvlakte, nabij Luzern.

De Zwitserse Hoogvlakte beslaat ongeveer 30% van de oppervlakte van Zwitserland. Het plateau is hier en daar vlak, maar grotendeels heuvelachtig. De gemiddelde hoogte van het plateau varieert van 400 tot 700 meter boven zeeniveau. Het is het dichtstbevolkte deel van Zwitserland en van groot belang voor de economie en het transport.
In het noorden en noordwesten grenst de Zwitserse Hoogvlakte duidelijk aan de Jura. In het zuiden is geen duidelijke grens aan te wijzen met de Alpen. Geologisch is de Zwitserse Hoogvlakte onderdeel van een groter bekken, dat zich uitstrekt tot voorbij de Zwitserse grens. Binnen Zwitserland heeft het plateau een lengte van ongeveer 300 kilometer en een breedte variërend van 30 kilometer nabij Genève tot 50 kilometer in het oosten van Zwitserland. Veel van de Kantons van Zwitserland omvatten een stuk van het plateau.
Het plateau omvat twee meren: het meer van Genève en het Bodenmeer. Het centrale deel van het plateau wordt gekenmerkt door brede valleien, waarvan sommige meren bevatten.

## Klimaat

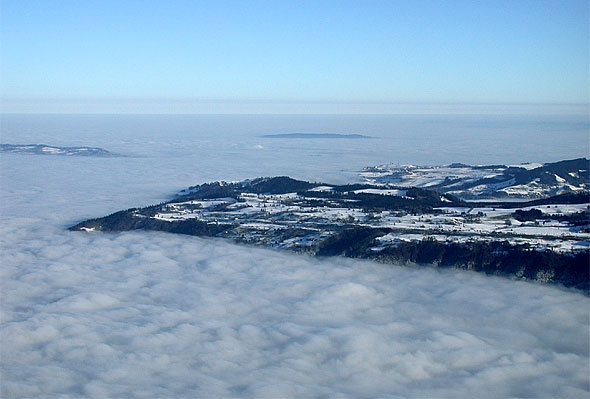
Mist over de Zwitserse Hoogvlakte.

De Zwitserse Hoogvlakte bevindt zich in een gebied tussen het vochtige zeeklimaat en het continentale landklimaat. De wind komt vaak vanuit het westen. In het lager gelegen deel van het plateau ligt de gemiddelde temperatuur tussen de 9 en 10 graden Celsius. Naar het oosten toe is het gemiddeld kouder. In juli is de gemiddelde temperatuur nabij Genève 20 graden Celsius en 18 graden in de hoger gelegen delen.
Het aantal zonuren per jaar varieert van 1900 bij Genève tot 1600 in de rest van het plateau.
De gemiddelde hoeveelheid neerslag bedraagt 800 millimeter nabij de Jura, 1200 millimeter in de hogere regio’s en 1400 millimeter bij de grens met de Alpen. De droogste regio van het plateau ligt nabij de hoge-Jura, tussen Morges en Neuchâtel.

## Populatie
Hoewel de Zwitserse Hoogvlakte maar 30% van het totale oppervlakte van Zwitserland omvat, wonen er ongeveer 5 miljoen mensen, twee derde van de totale bevolking van Zwitserland. De gemiddelde bevolkingsdichtheid is 380 mensen per vierkante kilometer. Bijna alle Zwitserse steden met meer dan 50.000 inwoners liggen op de Zwitserse Hoogvlakte. Enige uitzonderingen zijn Bazel en Lugano.
De meerderheid van de bevolking in het plateau is Duitstalig, maar in het westen spreekt men ook Frans. De taalgrens is al eeuwen stabiel.

## Economie

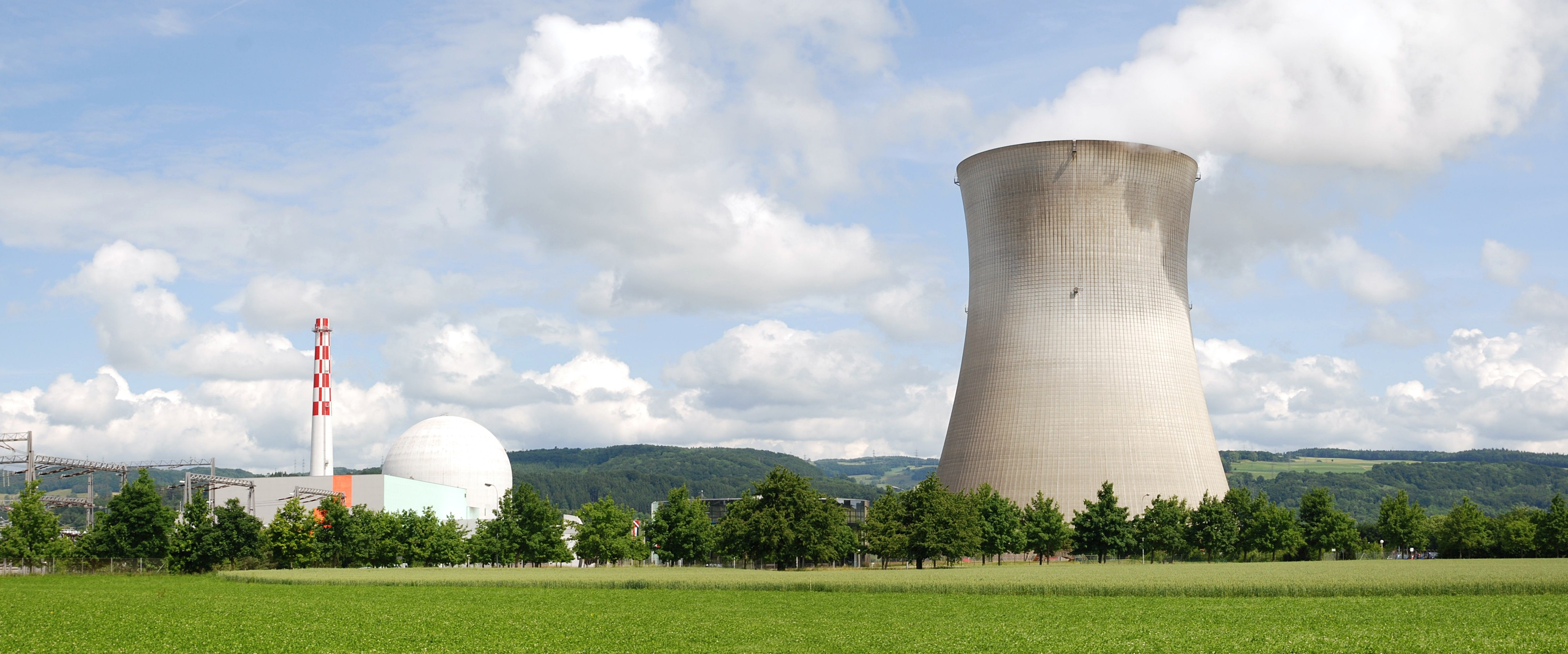
De kerncentrale Leibstadt.

Vanwege de vruchtbare grond en het gemiddeld goede klimaat is het westelijke deel van de Zwitserse Hoogvlakte van groot belang voor de landbouw. De belangrijkste landbouwproducten zijn tarwe, aardappelen, suikerbieten, gerst, en maïs. In het oosten van het plateau vindt vooral veeteelt plaats.
Ook op industrieel gebied is het plateau van groot belang voor Zwitserland. Zo bevindt de traditionele textielindustrie zich hier, maar deze is de laatste decennia grotendeels verdrongen door de elektriciteitsindustrie, auto-industrie en andere machine-industrieën.
Anders dan bijvoorbeeld de Zwitserse Alpen is het plateau niet gericht op toerisme. Toeristen gebruiken het plateau vooral als overstapgebied.